# Cypripedium Vicky’s Delight
Cypripedium Vicky's Delight — грекс рода Cypripedium семейства Орхидные.
Используется в качестве декоративного садового растения.

## Биологическое описание
Высота 30—50 см. Цветки жёлтые.

## В культуре
Выдерживает зимние понижения температуры до -25 °С.